# Slackware Linux

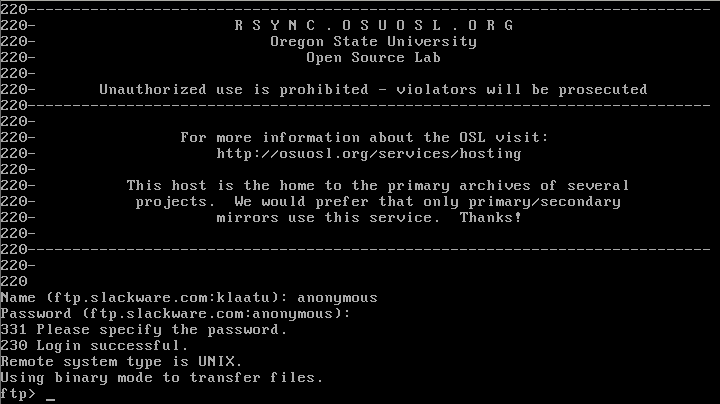
Slackware 1.01

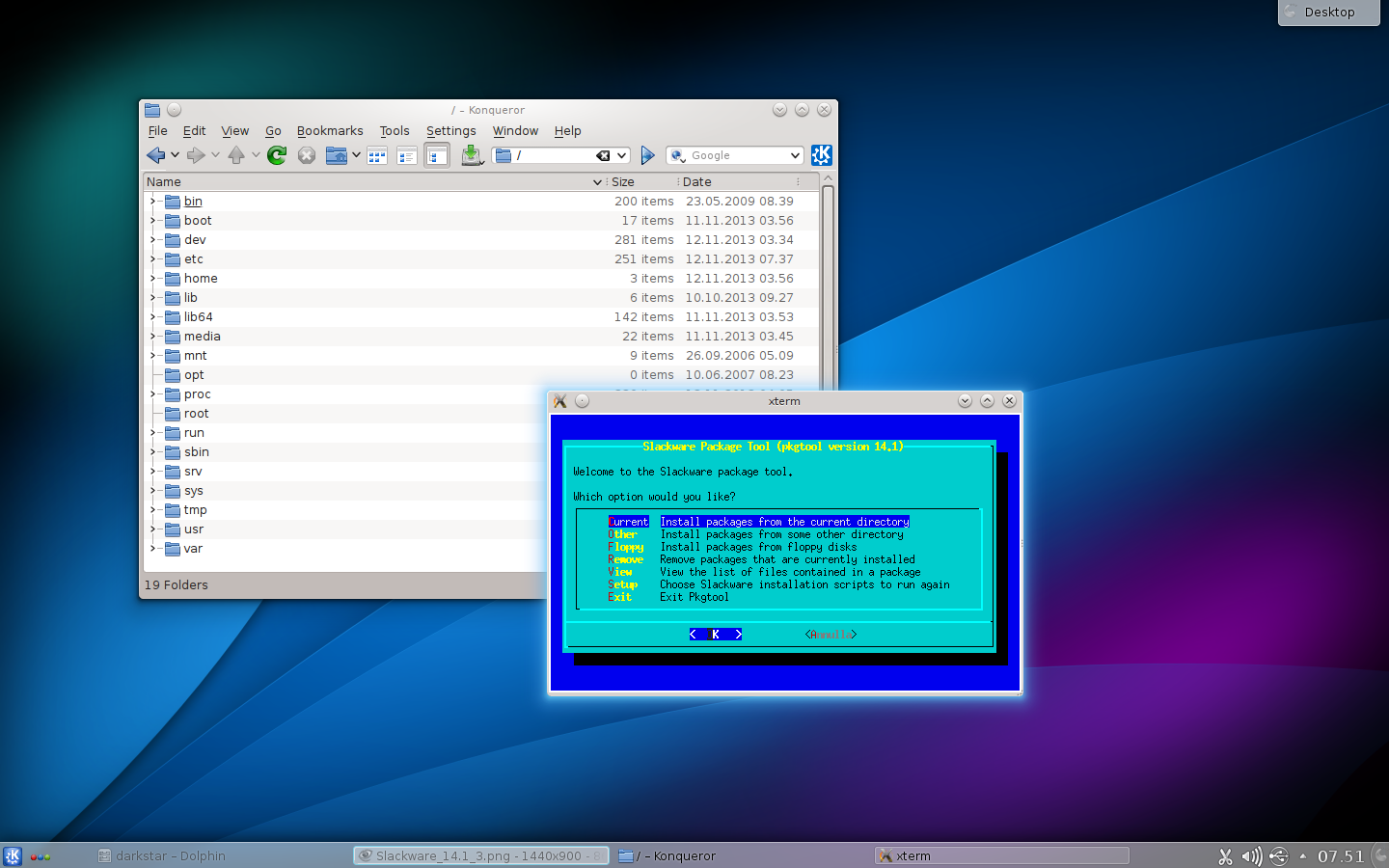
Slackware 14.1 met KDE 4

Slackware Linux is een Linuxdistributie die ontworpen werd om flexibel, stabiel en up-to-date te zijn. Slackware wordt ontwikkeld door Patrick Volkerding en een groep vrijwilligers.

## Filosofie
Al sinds de eerste versie, uitgekomen in april 1993, heeft het Slackware Linux-project getracht om de meest Unix-achtige Linuxdistributie te zijn. Slackware voldoet aan de gepubliceerde Linux-standaarden, zoals het Linuxbestandssysteem. Stabiliteit en eenvoud worden bij Slackware als een prioriteit beschouwd. Daarbij probeert Slackware zo "eenvoudig" mogelijk te zijn, maar met "eenvoudig" wordt hier bedoeld dat de meeste configuratiegereedschappen die in Slackware gebruikt worden gewoon de standaard bij een bepaald programma meegeleverde gereedschappen zijn. Zo wordt de configuratie van KDE gedaan met het standaard KDE Control Centre in plaats van een eigen (geavanceerder) programma te schrijven.

## Geschiedenis
Het begon allemaal toen Patrick Volkerding zijn professor AI liet zien hoe SLS Linux geïnstalleerd kon worden. Deze wilde Linux thuis gebruiken en delen met studenten die veel werk staken in Lisp. Na een paar weken had Patrick een heleboel aantekeningen gemaakt van dingen die nog aangepast moesten worden na de installatie van SLS Linux. Het lag voor de hand om deze aanpassingen en verbeteringen al op de installatiediskettes aan te brengen. Op die manier zouden de nieuw geïnstalleerde machines onmiddellijk over de verbeteringen beschikken. Dit was de start van het project. Volkerding veranderde delen van de originele SLS-installatiescripts en werkte fouten (bugs) weg. Verder voegde hij een programma eraan toe dat belangrijke pakketten zoals "shared libraries" en de kernel automatisch installeerde.
Volkerding werkte zich door de softwarepakketten heen, en corrigeerde de fouten die hij tegenkwam. De meeste pakketten werkten goed, maar hadden bugs zoals verkeerde permissies op bestanden, waardoor de programma's erin niet out-of-the-box werkten. Sommige applicaties crashten zonder enige aanwijsbare reden, waarvoor hij dan op zoek ging naar de broncode op het internet. Toen hij hiermee begon was het versienummer van de Linuxkernel ongeveer 0.98p14 (al kan dit wat afwijken). Al gauw had hij in zijn 'distributie' bij de helft van de pakketten al actuelere pakketten dan SLS zelf, en had hij in de andere helft allerlei herconfiguraties gedaan. Toen hij zelfgeschreven programma's begon toe te voegen die problemen oplosten die er al lang waren, werden de verschillen met SLS meer dan alleen cosmetisch.
Tussen mei en eind juni 1993 rustte Volkerding zijn eigen Linux uit met de nieuwe C-bibliotheken (4.4.1) en de nieuwste kernel (0.99pl11A). Dit bracht significante verbeteringen aan in het netwerkgedrag en leek ook het systeem wat stabieler te maken. Zijn vrienden in de MSU vonden dit fantastisch en spoorden hem aan om zijn werk op een ftp-server te zetten. Hierbij dacht hij dat SLS deze verbeteringen zeker zouden overnemen en wachtte dus een paar weken. In die tijd zag hij dat er veel vragen waren om er nieuwe dingen bij op te zetten. Dus stelde hij de vraag of er nog geïnteresseerden waren in nog een nieuwe versie. Op deze vraag kreeg hij erg veel reacties.
Nadat hij met de systeemadministrator op MSU had gesproken, kreeg Volkerding de toestemming om een "anonymous FTP server" op te zetten op een van de machines. Na de aankondiging raakte prompt de server overbelast door de vele FTP-sessies. Slackware 1.00 werd juichend ontvangen, maar Volkerdings archiefruimte op de server hield het niet lang uit. Gelukkig boden mensen van Walnut Creek hem ruimte op de server ftp.cdrom.com aan, ook al waren zij ironisch genoeg leden van de "386BSD core group".
De naam "Slackware" is verzonnen door een vriend van Volkerding. Omdat Volkerding in eerste instantie wilde dat de distributie niet te serieus werd genomen, nam hij deze naam aan; het leek hem een te grote verantwoordelijkheid als duizenden mensen de software gingen gebruiken.

## Pakketbeheer
Wellicht is het pakketsysteem van Slackware Linux het meest verschillend van andere distributies. Het kan programma's installeren, verwijderen en updaten, maar kijkt niet zoals de meeste andere pakketsystemen of een benodigd pakket (dependency) aanwezig is alvorens een ander pakket te installeren. Het pakketsysteem neemt gewoon aan dat dit benodigd pakket aanwezig is. Om desondanks problemen te vermijden, wordt een zeer complete collectie librarypakketten meegeleverd.
Het pakketsysteem maakt bovendien gebruik van gzipte tarballs met een bestandsnaam eindigend op .tgz, wat in feite gewoon gecomprimeerde archieven zijn met alle benodigde bestanden tezamen en een aantal extra configuratiebestanden voor de pakketbeheerder. Sinds Slackware 13.0 maakt het pakketsysteem gebruik van de LZMA compressie algoritme in plaats van gzip. Hierdoor is de extensie gewijzigd in .txz en zijn de pakketten kleiner geworden zonder verlies van performance bij het uitpakken.

## ZipSlack
Naast de normale distributie wordt ook ZipSlack uitgebracht. Dit is een kleinere distributie die op een computer met DOS of een oudere Windows-versie op de harde schijf geplaatst kan worden. Er is geen aparte partitie nodig, en de harde schijf hoeft niet opnieuw geformatteerd te worden. ZipSlack is afgeleid van de normale Slackware-distributie zodat alle pakketten en uitbreidingen van Slackware ook bij ZipSlack werken.